# Sorelismo
Sorelismo es la defensa o apoyo a la ideología y el pensamiento de Georges Sorel, un sindicalista revolucionario francés. Los sorelianos se oponen a la democracia burguesa, a los desarrollos del siglo XVIII, al espíritu secular y a la Revolución francesa, al mismo tiempo que apoyan el Clasicismo. Una interpretación revisionista del marxismo, Sorel creía que la victoria del proletariado en la lucha de clases solo podía lograrse mediante el poder del mito y una huelga general. Para Sorel, las consecuencias del conflicto de clases implicarían una revitalización tanto de la burguesía como del proletariado.
Ante el aparente fracaso del sindicalismo, anunció su abandono de la literatura socialista en 1910, y afirmó en 1914, usando un aforismo de Benedetto Croce, que el "socialismo está muerto" debido a la "descomposición del marxismo". Sorel se convirtió en partidario del integralismo nacionalista al estilo de Charles Maurras (maurrassisme) desde 1909, al que consideraba con objetivos morales similares al sindicalismo a pesar de ser enemigos en términos materiales. En este sentido, el sorelianismo es considerado un precursor del fascismo; sin embargo, se desilusionó con estas ideas con la Primera Guerra Mundial, y desde 1918 hasta su muerte, ocurrida en 1922, fue partidario de la entonces Revolución rusa y el comunismo, al que consideraba una reactivación del sindicalismo.

## Conceptos

### Huelga general y sociedad sindicalista
Aunque comenzó siendo marxista, Sorel finalmente rechazó lo que consideraba la elevación marxista ortodoxa de la historia como determinada. Consideraba que el desafío de las ciencias sociales emergentes representaba un nuevo criterio moral. Pierre-Joseph Proudhon había creído que una sociedad justa solo podía surgir mediante la acción, y en particular mediante la oposición a un enemigo; siguiendo esta línea, Sorel creía que la guerra de clases entre el proletariado y la burguesía resultaría de una huelga general, que, junto con la mejora en las condiciones de vida, consideraba distinta del mero objetivo de distribución estatal, y como la esencia material y moral del marxismo y del socialismo.
Sorel tenía problemas con Proudhon y parece haber intentado despojarlo de su idealismo, del mismo modo que Proudhon había separado la justicia del juego de poder, es decir, de las relaciones de clase. Aunque lo influenció mínimamente en otros aspectos, Sorel admiraba a Friedrich Nietzsche y sostenía que una clase trabajadora imperialista establecería una nueva aristocracia, que dijo que estaba "organizando las relaciones entre los hombres en beneficio de su soberanía" y como única fuente de ley. También creía que la violencia proletaria fortalecería a la burguesía, y se enfocaba en la regeneración moral de la sociedad y en rescatar la civilización en lugar de solo a la clase trabajadora, considerando al socialismo como un medio para la transformación revolucionaria de la sociedad en vez de como un movimiento del proletariado o un movimiento en sí mismo.

### Individualismo y mito
Sorel creía que existía una estrecha relación entre el conflicto y la libertad. Inspirado por las instituciones del liberalismo y los escritos pluralistas de William James, Sorel denunció la imitación del cuerpo militar, exaltando un individualismo guerrero que comparaba con lo que llamó el "espíritu americano", "animado por el espíritu de libertad".[cita requerida] Se opuso a lo que describía como el "aislamiento espléndido" de los movimientos totalitarios que conectan todas las actividades a frentes del partido.[cita requerida]
Sorel consideraba el mito de la huelga general como una base social para la autoridad que daba coherencia al sindicalismo. Frente al Übermensch de Nietzsche, comparó la huelga general con lo que llamó "mitos apocalípticos", o "protestantismo yanqui", del colono americano práctico e individualista, listo para cualquier empresa, sin afectar la libertad del individuo.[cita requerida]
Contra la idea de un imperio centralizado, defendía un equilibrio proudhoniano y la devoción hacia los débiles basada en el amor familiar, que consideraba debía formar parte de la ética guerrera. Combinado con una ética del trabajo, esto sería lo que posibilitaría la libertad.

### Conflicto de clases y rejuvenecimiento de las clases
Sorel defendía la separación de los grupos en la sociedad, incluyendo el apoyo al modelo sindicalista de una sociedad en la cual los trabajadores proletarios serían autónomos y separados de los industriales burgueses. Rechazaba la colaboración de clases, o la idea de negociación entre las clases durante el periodo de lucha del proletariado contra la burguesía. Al mismo tiempo, creía que la tarea del proletariado era despertar a la burguesía de su estupor intelectual para recuperar su moralidad y lo que él denominaba su "energía productiva", así como el "sentimiento de su propia dignidad", que Sorel afirmaba se había perdido debido a los ideales democráticos. Por lo tanto, Sorel creía que el conflicto de clases finalmente resultaría en la revitalización tanto de la burguesía como del proletariado.

### Revisión del marxismo, afirmaciones sobre la "descomposición del marxismo" por el blanquismo y el positivismo
Sorel se enfocó en la dimensión ética del marxismo, argumentando su utilidad para el análisis histórico y como medio para transformar la sociedad. Pero criticó lo que consideraba los componentes deterministas, materialistas y mecanicistas del marxismo. Sorel criticó el marxismo vulgar, o las interpretaciones vulgares del marxismo que, según él, eran infieles a las intenciones reales de Karl Marx. Sorel argumentó que Marx no era materialista en absoluto, observando que Marx no consideraba los desarrollos psicológicos de las personas como parte del proceso económico. Sorel también comentó que Marx describió la necesaria superestructura ideológica de las sociedades: el derecho, la organización del Estado, la religión, el arte y la filosofía. Como resultado, Sorel afirmó que "ninguna gran filosofía puede ser establecida sin estar basada en el arte y en la religión".
Sorel afirmó que, aunque Marx inicialmente denunció a Proudhon mientras apoyaba al blanquismo, más tarde Marx sintetizó juntas ideas del blanquismo y del proudhonismo. Sorel apoyó la tesis de la crisis del marxismo que este había experimentado en las décadas de 1880 y 1890 cuando los principales partidos socialistas se estaban fundando en Francia. Sorel consideraba que el socialismo no proudhoniano era erróneo y corrupto, intrínsecamente opresivo. Haciendo referencia a Croce, Sorel afirmó que una "descomposición del marxismo", referida a los principales objetivos y temas de la ideología, estaba siendo causada por los elementos blanquistas de Marx y por los elementos positivistas de Friedrich Engels. El proudhonismo era, en opinión de Sorel, más consistente con los objetivos del marxismo que el blanquismo, que se había popularizado en Francia, y Sorel argumentó que el blanquismo era una corrupción vulgar y rígidamente determinista del marxismo.

## Sorelismo y nacionalismo integral francés
El interés por el pensamiento soreliano surgió en la derecha política francesa, particularmente en Charles Maurras, un nacionalista francés de Action Française, y sus seguidores. Aunque Maurras era un firme opositor del marxismo, apoyó el sorelianismo por su oposición a la democracia liberal. Maurras declaró célebremente que "un socialismo liberado del elemento democrático y cosmopolita encaja en el nacionalismo tan bien como un guante hecho a medida encaja en una hermosa mano". En el verano de 1909, Sorel apoyó el nacionalismo integral francés y elogió a Maurras. Sorel estaba impresionado por el gran número de "jóvenes ardientes" que se inscribían en Action Française. El giro de Sorel hacia el nacionalismo resultó en su alejamiento de Marx en favor de las ideas de Proudhon. En 1910, Sorel, junto con los nacionalistas de Action Française Édouard Berth y Georges Valois, acordó formar una revista titulada La Cité française, que promovería una forma de sindicalismo nacionalista; sin embargo, este proyecto fue abandonado. Posteriormente, Sorel apoyó otro periódico nacionalista, L'Indépendence, y comenzó a escribir contenido antisemita afirmando que Francia estaba bajo ataque de "invasores judíos". En 1911, sobre la cuestión del sindicalismo soreliano, Valois declaró en el Cuarto Congreso de Action Française: "No fue un mero accidente que nuestros amigos se encontraran con los militantes del sindicalismo. El movimiento nacionalista y el movimiento sindicalista, aunque puedan parecer extraños el uno al otro por sus posiciones y orientaciones actuales, tienen más de un objetivo en común".
Durante su asociación con el nacionalismo francés, Sorel se unió a Valois en el Cercle Proudhon, una organización que Valois declaró proporcionaba "una plataforma común para nacionalistas y antidemócratas de izquierda". La organización reconocía a Proudhon y a Sorel como dos grandes pensadores que habían "preparado el encuentro de las dos tradiciones francesas que se habían opuesto entre sí durante todo el siglo XIX: el nacionalismo y el auténtico socialismo incorrupto por la democracia, representado por el sindicalismo". El Cercle Proudhon anunció que apoyaba el reemplazo de la ideología burguesa y del socialismo democrático por una nueva ética basada en la alianza del nacionalismo con el sindicalismo, afirmando que estos eran "dos movimientos sintetizadores y convergentes, uno en la extrema derecha y el otro en la extrema izquierda, que han iniciado el asedio y el asalto a la democracia". El Cercle Proudhon apoyó el reemplazo del orden liberal por un nuevo mundo "viril, heroico, pesimista y puritano, basado en el sentido del deber y el sacrificio: un mundo donde prevalecería la mentalidad de guerreros y monjes". Esta sociedad estaría dominada por una poderosa élite proletaria de vanguardia que actuaría como una aristocracia de productores, aliada con jóvenes intelectuales dedicados a la acción contra la decadente burguesía.

## Sorelismo y fascismo italiano
Tras la muerte de Sorel, un artículo en la revista doctrinal fascista italiana Gerarchia, editada por Benito Mussolini y Agostino Lanzillo, un conocido soreliano, declaró: "Tal vez el fascismo pueda tener la suerte de cumplir una misión que es la aspiración implícita en toda la obra del maestro del sindicalismo: arrancar al proletariado de la dominación del Partido Socialista, reconstruirlo sobre la base de la libertad espiritual y animarlo con el aliento de la violencia creadora. Esta sería la verdadera revolución que moldearía las formas de la Italia del mañana".

### Citas
1. 1 2 3 4 5  Sternhell et al., p. 78.
2. ↑  Sternhell et al., p. 76.
3. 1 2 3  Christensen et al., p. 18.
4. ↑  Sternhell et al., p. 90.
5. ↑  Stanley, 1981, p. 20.
6. ↑  Stanley, 1981, p. 22.
7. ↑  Stanley, 1981, pp. 14, 22.
8. 1 2 3 4  Midlarsky, p. 93.
9. ↑  Stanley, 1981, p. 17.
10. ↑  Stanley, 1981, p. 14.
11. ↑  Stanley, 1981, pp. 54, 244.
12. 1 2 3  Stanley, 1981, p. 245.
13. 1 2 3 4  Sternhell, p. 17.
14. 1 2 3  Stanley, 1981, p. 206.
15. 1 2 3 4 5  Stanley, 1981, p. 106.
16. 1 2 3  Sternhell et al., p. 82.
17. ↑  Holmes, p. 60.
18. ↑  Sternhell et al., p. 80.
19. ↑  Stuart, p. 149.
20. ↑  Sternhell et al., p. 83.
21. ↑  Sternhell et al., p. 85.
22. 1 2 3  Sternhell, p. 11.
23. ↑  Sternhell, pp. 11–12.
24. ↑  Sternhell, p. 12.
25. ↑  Sternhell et al., p. 93.

### Obras citadas
- Peter Bien. Kazantzakis: politics of the spirit, Volume 2. Princeton, Nueva Jersey: Princeton University Press, 2007.

- Hans Dam Christensen, Øystein Hjort, Niels Marup Jensen. Rethinking art between the wars: new perspectives in art history. Aarhus, Dinamarca: Museum Tusculanum Press, 2001.

- Jean L. Cohen, Andrew Arato. Civil society and political theory. Massachusetts Institute of Technology, 1994.

- Stephen Gill. Power and resistance in the new world order. Nueva York: Palgrave Macmillan, 2003.

- Anthony James Gregor, University of California, Berkeley. Young Mussolini and the intellectual origins of fascism. Berkeley y Los Ángeles, California: University of California Press, 1979.

- John Hellman. The communitarian third way: Alexandre Marc's ordre nouveau, 1930–2000. McGill-Queen's University Press, 2002.

- Douglas R. Holmes. Integral Europe: fast-capitalism, multiculturalism, neofascism. Princeton, Nueva Jersey: Princeton University Press, 2000.

- Manus I. Midlarsky. Origins of Political Extremism: Mass Violence in the Twentieth Century and Beyond. Cambridge University Press, 2011.

- Ofelia Schutte. Cultural identity and social liberation in Latin American thought. Albany, Nueva York: State University of New York Press, 1993.

- John Stanley. Mainlining Marx. New Brunswick, Nueva Jersey: Transaction Publishers, 2002.

- Stanley, John (1981). The Sociology of Virtue: The Political & Social Theories of Georges Sorel. University of California Press. p. 20. ISBN 9780520037908.

- Zeev Sternhell. Neither right nor left: fascist ideology in France. 2ª edición. Princeton, Nueva Jersey: Princeton University Press, 1986.

- Zeev Sternhell, Mario Sznajder, Maia Ashéri. The Birth of Fascist Ideology: From Cultural Rebellion to Political Revolution. Princeton, Nueva Jersey: Princeton University Press, 1994.

- Robert Stuart. Marxism and National Identity: Socialism, Nationalism, and National Socialism during the French fin de siècle. Albany, Nueva York: State University of New York Press, 2006.